# 4196 Shuya
4196 Shuya (1982 SA13) là một tiểu hành tinh nằm phía ngoài của vành đai chính được phát hiện ngày 16 tháng 9 năm 1982 bởi L. I. Chernykh ở Nauchnyj.